# Grand Prix Monako 1964
Grand Prix Monako 1964 (oryg. Grand Prix Automobile de Monaco) – 1. runda Mistrzostw Świata Formuły 1 w sezonie 1964, która odbyła się 10 maja 1964, po raz 11. na torze Circuit de Monaco.
22. Grand Prix Monako, 11. zaliczane do Mistrzostw Świata Formuły 1.

## Wyniki

### Kwalifikacje
Źródło: statsf1.com
| P                       | Nr | Kierowca            | Konstruktor(-silnik) | Opony | Czas   | Odstęp | Strata | Poz.s. |
| ----------------------- | -- | ------------------- | -------------------- | ----- | ------ | ------ | ------ | ------ |
| 1                       | 12 | Jim Clark           | Lotus-Climax         | D     | 1:34,0 | –      | –      | 1      |
| 2                       | 5  | Jack Brabham        | Brabham-Climax       | D     | 1:34,1 | +0,1   | +0,1   | 2      |
| 3                       | 8  | Graham Hill         | BRM                  | D     | 1:34,5 | +0,4   | +0,5   | 3      |
| 4                       | 21 | John Surtees        | Ferrari              | D     | 1:34,5 | +0,0   | +0,5   | 4      |
| 5                       | 6  | Dan Gurney          | Brabham-Climax       | D     | 1:34,7 | +0,2   | +0,7   | 5      |
| 6                       | 11 | Peter Arundell      | Lotus-Climax         | D     | 1:35,5 | +0,8   | +1,5   | 6      |
| 7                       | 20 | Lorenzo Bandini     | Ferrari              | D     | 1:35,5 | +0,0   | +1,5   | 7      |
| 8                       | 7  | Richie Ginther      | BRM                  | D     | 1:35,9 | +0,4   | +1,9   | 8      |
| 9                       | 9  | Phil Hill           | Cooper-Climax        | D     | 1:35,9 | +0,0   | +1,9   | 9      |
| 10                      | 10 | Bruce McLaren       | Cooper-Climax        | D     | 1:36,6 | +0,7   | +2,6   | 10     |
| 11                      | 19 | Jo Bonnier          | Cooper-Climax        | D     | 1:37,4 | +0,8   | +3,4   | 11     |
| 12                      | 16 | Bob Anderson        | Brabham-Climax       | D     | 1:38,0 | +0,6   | +4,0   | 12     |
| 13                      | 4  | Maurice Trintignant | BRM                  | D     | 1:38,1 | +0,1   | +4,1   | 13     |
| 14                      | 15 | Trevor Taylor       | BRP-BRM              | D     | 1:38,1 | +0,0   | +4,1   | 14     |
| 15                      | 14 | Innes Ireland       | Lotus-BRM            | D     | 1:38,2 | +0,1   | +4,2   | NW     |
| 16                      | 18 | Mike Hailwood       | Lotus-BRM            | D     | 1:38,5 | +0,3   | +4,5   | 15     |
| 17                      | 24 | Jo Siffert          | Lotus-BRM            | D     | 1:38,7 | +0,2   | +4,7   | 16     |
| Nie zakwalifikowali się |    |                     |                      |       |        |        |        |        |
| 18                      | 17 | Chris Amon          | Lotus-BRM            | D     | 1:39,1 | +0,4   | +5,1   | –      |
| 19                      | 2  | Peter Revson        | Lotus-BRM            | D     | 1:39,9 | +0,8   | +5,9   | –      |
| 20                      | 3  | Bernard Collomb     | Lotus-Climax         | D     | 1:41,4 | +1,5   | +7,4   | –      |
| P                       | Nr | Kierowca            | Konstruktor(-silnik) | Opony | Czas   | Odstęp | Strata | Poz.s. |

### Wyścig
Źródła: statsf1.com
| P                                                     | + / –     | Nr | Kierowca            | Konstruktor     | Opony | Okr. | Czas / Strata | Komentarz                |
| ----------------------------------------------------- | --------- | -- | ------------------- | --------------- | ----- | ---- | ------------- | ------------------------ |
| 1                                                     | 2         | 8  | Graham Hill         | BRM             | D     | 100  | 2:41:19,5     |                          |
| 2                                                     | 6         | 7  | Richie Ginther      | BRM             | D     | 99   | +1 okr.       |                          |
| 3                                                     | 3         | 11 | Peter Arundell      | Lotus-Climax    | D     | 97   | +3 okr.       |                          |
| 4                                                     | 3         | 12 | Jim Clark           | Lotus-Climax    | D     | 96   | +4 okr.       | silnik                   |
| 5                                                     | 6         | 19 | Jo Bonnier          | Cooper-Climax   | D     | 96   | +4 okr.       |                          |
| 6                                                     | 9         | 18 | Mike Hailwood       | Lotus-BRM       | D     | 96   | +4 okr.       |                          |
| 7                                                     | 5         | 16 | Bob Anderson        | Brabham-Climax  | D     | 86   | +14 okr.      | skrzynia biegów          |
| 8                                                     | 8         | 24 | Jo Siffert          | Lotus-BRM       | D     | 78   | +22 okr.      |                          |
| 9                                                     | Bez zmian | 9  | Phil Hill           | Cooper-Climax   | D     | 70   | +30 okr.      | zawieszenie              |
| 10                                                    | 3         | 20 | Lorenzo Bandini     | Ferrari         | D     | 68   | +32 okr.      | skrzynia biegów          |
| Niesklasyfikowani                                     |           |    |                     |                 |       |      |               |                          |
|                                                       |           | 6  | Dan Gurney          | Brabham-Climax  | D     | 62   | +38 okr.      | skrzynia biegów          |
|                                                       |           | 4  | Maurice Trintignant | BRM             | D     | 53   | +47 okr.      | przegrzanie              |
|                                                       |           | 5  | Jack Brabham        | Brabham-Climax  | D     | 29   | +71 okr.      | wytrysk                  |
|                                                       |           | 10 | Bruce McLaren       | Cooper-Climax   | D     | 17   | +83 okr.      | wyciek paliwa            |
|                                                       |           | 21 | John Surtees        | Ferrari         | D     | 15   | +85 okr.      | skrzynia biegów          |
|                                                       |           | 15 | Trevor Taylor       | BRP-BRM         | D     | 8    | +92 okr.      | wyciek paliwa            |
| Niezakwalifikowani                                    |           |    |                     |                 |       |      |               |                          |
|                                                       |           | 17 | Chris Amon          | Lotus-BRM       | D     | 0    |               | nie zakwalifikował się   |
|                                                       |           | 2  | Peter Revson        | Lotus-BRM       | D     | 0    |               | nie zakwalifikował się   |
|                                                       |           | 3  | Bernard Collomb     | Lotus-Climax    | D     | 0    |               | nie zakwalifikował się   |
| Nie wystartowali / niedopuszczeni do ponownego startu |           |    |                     |                 |       |      |               |                          |
|                                                       |           | 14 | Innes Ireland       | Lotus-BRM       | D     | 0    |               | wypadek                  |
|                                                       |           | 1  | André Pilette       | Scirocco-Climax | D     | 0    |               | za wolny                 |
|                                                       |           | 22 | Giancarlo Baghetti  | BRM             | D     | 0    |               | brak sprawnego samochodu |
|                                                       |           | 23 | Tony Maggs          | BRM             | D     | 0    |               | brak sprawnego samochodu |
| P                                                     | + / –     | Nr | Kierowca            | Konstruktor     | Opony | Okr. | Czas / Strata | Komentarz                |

### Najszybsze okrążenie
Źródło: statsf1.com
| Nr | Kierowca    | Konstruktor | Czas   | Okr. |
| -- | ----------- | ----------- | ------ | ---- |
| 8  | Graham Hill | BRM         | 1:33,9 | 53   |

### Prowadzenie w wyścigu
Źródło: statsf1.com
| Nr                              | Kierowca    | Konstruktor    | Okrążenia | Suma |
| ------------------------------- | ----------- | -------------- | --------- | ---- |
| 8                               | Graham Hill | BRM            | 53-100    | 48   |
| 12                              | Jim Clark   | Lotus-Climax   | 1-36      | 36   |
| 6                               | Dan Gurney  | Brabham-Climax | 37-52     | 16   |
| \| Wykres \| \| ------ \| \| \| |             |                |           |      |
| Wykres                          |             |                |           |      |
|                                 |             |                |           |      |

## Klasyfikacja po wyścigu
Pierwsza szóstka otrzymywała punkty według klucza 9-6-4-3-2-1. Liczone było tylko 6 najlepszych wyścigów danego kierowcy.
Uwzględniono tylko kierowców, którzy zdobyli jakiekolwiek punkty
| P | +/− | Kierowca       | Starty | Punkty | P1 | P2 | P3 | PP | NO | NS |
| - | --- | -------------- | ------ | ------ | -- | -- | -- | -- | -- | -- |
| 1 | N   | Graham Hill    | 1      | 9      | 1  | –  | –  | –  | 1  | –  |
| 2 | N   | Richie Ginther | 1      | 6      | –  | 1  | –  | –  | –  | –  |
| 3 | N   | Peter Arundell | 1      | 4      | –  | –  | 1  | –  | –  | –  |
| 4 | N   | Jim Clark      | 1      | 3      | –  | –  | –  | 1  | –  | –  |
| 5 | N   | Jo Bonnier     | 1      | 2      | –  | –  | –  | –  | –  | –  |
| 6 | N   | Mike Hailwood  | 1      | 1      | –  | –  | –  | –  | –  | –  |
| P | +/− | Kierowca       | Starty | Punkty | P1 | P2 | P3 | PP | NO | NS |

### Konstruktorzy
Tylko jeden, najwyżej uplasowany kierowca danego konstruktora, zdobywał dla niego punkty. Również do klasyfikacji zaliczano 6 najlepszych wyników.
| P                 | +/− | Konstruktor    | Starty | Punkty | P1 | P2 | P3 | PP | NO | NS |
| ----------------- | --- | -------------- | ------ | ------ | -- | -- | -- | -- | -- | -- |
| 1                 | N   | BRM            | 3      | 9      | 1  | 1  | –  | –  | 1  | 1  |
| 2                 | N   | Lotus-Climax   | 2      | 4      | –  | –  | 1  | 1  | –  | –  |
| 3                 | N   | Cooper-Climax  | 3      | 2      | –  | –  | –  | –  | –  | 1  |
| 4                 | N   | Lotus-BRM      | 2      | 1      | –  | –  | –  | –  | –  | –  |
| Niesklasyfikowani |     |                |        |        |    |    |    |    |    |    |
|                   |     | Brabham-Climax | 3      | 0      | –  | –  | –  | –  | –  | 2  |
|                   |     | Ferrari        | 2      | 0      | –  | –  | –  | –  | –  | 1  |
|                   |     | BRP-BRM        | 1      | 0      | –  | –  | –  | –  | –  | 1  |
| P                 | +/− | Kierowca       | Starty | Punkty | P1 | P2 | P3 | PP | NO | NS |